# Anna Sarfatti
Anna Sarfatti (* 1950 in Florenz) ist eine italienische Lehrerin und Kinderbuchautorin sowie Übersetzerin.
Sarfatti arbeitete zunächst als Kindergärtnerin, mittlerweile ist sie Grundschullehrerin.
Sie ist die Hauptübersetzerin der Werke Dr. Seuss’ ins Italienische. Außerdem verfasst sie Kinderbücher zur Geschichte des modernen Italiens sowie zu dessen Verfassung. In ihrem Buch Quante tante donne stellt sie mit Reimen Geschlechterrollen in Frage. Gemeinsam mit ihrem Bruder, dem Historiker Michele Sarfatti, schrieb sie eine Erzählung über einen Hund, der auf der Suche nach seinem „Herrchen“ Ereignisse der Resistenza erlebt.

## Werke (Auswahl)
- La Costituzione raccontata ai bambini, Mondadori, Mailand 2006. ISBN 8804561726
- Quante tante donne, Mondadori, Mailand 2008. ISBN 978-8804582298
- Chiama il diritto, risponde il dovere, Mondadori, Mailand 2009. ISBN 978-8804593089
- gemeinsam mit Gherardo Colombo: Sei Stato tu? La Costituzione attraverso le domande dei bambini Salani, Mailand 2009. ISBN 8862560451
- gemeinsam mit Gherardo Colombo: Educare alla legalità, Salani, Mailand 2011. ISBN 978-8862564748
- La scuola va a rotoli, Mondadori, Mailand 2011. ISBN 978-8804605805
- gemeinsam mit Michele Sarfatti: Fulmine, un cane coraggioso. La Resistenza raccontata ai bambini, Mondadori, Mailand 2011. ISBN 978-8804605782